# Множество (политическая философия)
Множество  — понятие в политической философии , в настоящее время  связываемое  прежде всего с работами Антонио Негри и Майкла Хардта, а также Паоло Вирно:409.
Множество — это политический субъект, группа людей, которых нельзя отнести к какой-либо категории, за исключением факта их совместного существования. Множество возникает настоящее время в глобальном масштабе в связи с распадом старых принципов идентичности национального государства. Множество есть совокупность неоднородных сингулярностей, которые действуют не через национальные государственные институты, а через стихийные разнообразные процессы сетевой власти:409.

## История
Слово упоминается еще у Аристотеля, однако в смысле, близком к современному, понятие разработано Спинозой, у которого его заимствовал Антонио Негри.
Спиноза  в «Богословско-политическом трактате» (1677) определяет множество как многообразие сингулярностей и наделяет его материалистическим и имманентным измерением, то есть по сути делает множество имманентным самому себе, что подразумевает невозможность определять его существование каким-либо внешним источником власти.
Спинозовский концепт был направлен против протестантских теорий государства и демократии того времени, прежде всего против гоббсовской концепции народа и суверена. Множество как совокупность сингулярностей находится в центре публичного измерения общих дел и, образуя разнообразные связи и отношения, является основой для гражданских свобод. Томас Гоббс же, напротив, рассматривает множество как главную угрозу для государственного суверенитета и, соответственно, для существования народа и государства.

## В современной философии
Антонио Негри впервые обратился к понятию множества в своей книге о Спинозе (1981), однако широкую известность концепт приобрел в 2000-е годы, с выходом книг «Империя» и «Множество» (в соавторстве с Майклом Хардтом), а также работы Паоло Вирно «Грамматика множества». Негри и Хардт, пытаясь уйти от дихотомии общество — индивид и от понятий «народ» и  «массы»:XV—XVI, предложили понятие множества.

### Множество, народ и масса
Понятие множества как политического субъекта противостоит понятию народа (в гоббсовской традиции). В отличие от народа, понимаемого как нечто цельное и обладающее определенной идентичностью и единством, множество многолико и обладает бесчисленным количеством различий. Множество состоит из разных культур, рас, этносов, сексуальных ориентаций, различных форм труда, разных ценностей, мировоззрений, устремлений и образов жизни. Множество также не есть масса, поскольку масса есть нечто неразличимое, однородное и единообразное, а в множестве различия сохраняются. Именно  наличие радикальных различий, которые нельзя свести к какой-либо идентичности есть фундаментальное свойство множества:XVII. Множество есть активный социальный и политический субъект, чья деятельность основана не на идентичности или единстве, а на наличии общего. Множество обладает имманентной демократичностью, которая должна стать радикальным выражением свободы и равенства без всяких ограничений:XXI

### Множествои империя
Возникновение множества как явления тесно связано с реалиями современного мира, устройство которого трактуется как «Империя» (в противоположность империализму) и представляет собой глобальный порядок сложной сетевой иерархии. Данный порядок в виде «универсальной республики» (Империи) обладает имперским суверенитетом, который выражается в принципиальной открытости своего пространства:739. Такое свойство подразумевает бесконечный процесс включения в себя новых элементов и их трансформации с утратой имманентных им свойств. В Империи отсутствует единый властный центр, однако вся её сеть по сути пронизана властью.
В таких условиях стирается граница между политикой и экономикой (автономного политического поля больше не существует), сетевая структура по сути становится структурой «общества контроля»  (в терминологии Фуко), а сама Империя становится высшей формой биовласти, то есть типа власти, который пронизывает всю социальную жизнь:742. Империя не есть положительная реальность, она глубоко негативна, поскольку основана на насилии, поэтому возвышение империи есть одновременно её падение. Империя имманентна самой себе, и не существует ничего вне её границ.
Империя доминирует над национальными государствами  и использует их в качестве инструментов для управления транснациональными потоками капитала, товаров и рабочей силы, которые определяют её гегемонию, однако именно внутри неё появляется политический субъект, который ей противостоит — множество:420.
Множество имманентно Империи, а Империя имманентна множеству и основана на том же принципе имманентности и различия, что означает неспособность Империи по своей природе помешать автономному и самодостаточному множеству стать политическим субъектом.

### Свойствамножества
Предпосылками для появления множества являются  изменение в сущности традиционного труда. Труд становится нематериальным в смысле конечного продукта, который носит в большей степени интеллектуальный, эмоциональный или коммуникативный характер, как и процессы производства, которые также превращаются  интеллектуальный, эмоциональный или коммуникативный процессы:305. Интеллектуальный труд в совокупности с децентрацией производства и появлением высокоскоростных интернет-коммуникаций обеспечивают организационные предпосылки для появления множества:305.
Множество основано на общности, а первичным условием общности является язык. Язык есть не просто форма выражения, а опыт, форма бытия общности. Язык обеспечивает производство потребностей (аффектов, мыслей, желаний и действий) и само существование множества.
С появлением множества высвобождается позитивная человеческая энергия, которая в трактовке Негри соответствует древнеримскому понятию «posse» (власть как действие), а также ряду терминов философов эпохи Возрождения (эксперимент у Бэкона, любовь у Кампанеллы, «potentia» у Спинозы):375. Posse — это способности ума и тела, а в современном мире это деятельность множества во имя свободы через изменение имперской конститутивной власти. При этом противопоставляется друг другу два типа власти: конститутивная (институциональная) и конституирующая — реализация спинозовской «мощи» («potentia»):105. Конституирующая власть и есть власть множества. Речь идет не об участии множества в борьбе за власть, а о борьбе за инновационные формы жизни, за разнообразие опыта. Множество подразумевает отказ от подчинения; Негри использует термин «исход» в смысле пассивного сопротивления. Политическая деятельность множества в перспективе способна изменить традиционные механизмы власти и контроля и привести к обществу настоящей демократии и свободы.

### Развитие понятия у Паоло Вирно
Паоло Вирно в работе «Грамматика множества» (2001) развивает понятие множества. Вирно реконструирует его генеалогию, отмечая конкуренцию в XVII веке «народа» («populus») Гоббса и «множества» («multitude») Спинозы. Существовавшие в дальнейшем в политической мысли оппозиции публичное/частное, индивидуальное/коллективное были следами дебатов XVII века. Современное проявление множества как формы жизни выражается в «отсутствии корней», мобильности, неопределенности, тревоги и поиска безопасности. При этом Вирно переосмысляет хайдеггеровские понятия страха и тревоги применительно к современности: эти аффекты становятся постоянными атрибутами социальной жизни:161—163.
Вирно использует понятие «общего интеллекта» («General Intellect» у Маркса) для анализа рациональности множества. Общий интеллект («General Intellect») создает особый вид негосударственного публичного пространства и есть по сути есть «живой труд», который включает интеллект, язык и коммуникацию. Важность  данных элементов в современной жизни приводит к созданию нового типа труда: Вирно вводит понятие виртуозности , что означает, в том числе, смешение границ между такими явлениями, как производство, творчество и политика. Выработка новых моделей коммуникации осуществляется множеством с помощью феномена обычной «болтовни», а адаптация к изменениям условия труда происходит через «любопытство» (оба термина заимствуются у Хайдеггера):170.

## Влияние
С 2000 года во Франции выходит альтерглобалистский журнал левой критики «Multitudes». Его основатель экономист Ян Мулье-Бутан развивает концепт множества Антонио Негри в рамках теории когнитивного капитализма (экономики знания). В 2012 году вышла книга «Экономика множества» Николаса Колэна и Анри Вердье, рассматривающая проблемы  интеллектуального труда и современной электронной экономики сквозь призму концепции множества.